# Callopora craticula
Callopora craticula är en mossdjursart som först beskrevs av Joshua Alder 1856.  Callopora craticula ingår i släktet Callopora och familjen Calloporidae. Arten är reproducerande i Sverige. Inga underarter finns listade i Catalogue of Life.